# St. Georg (Weng)

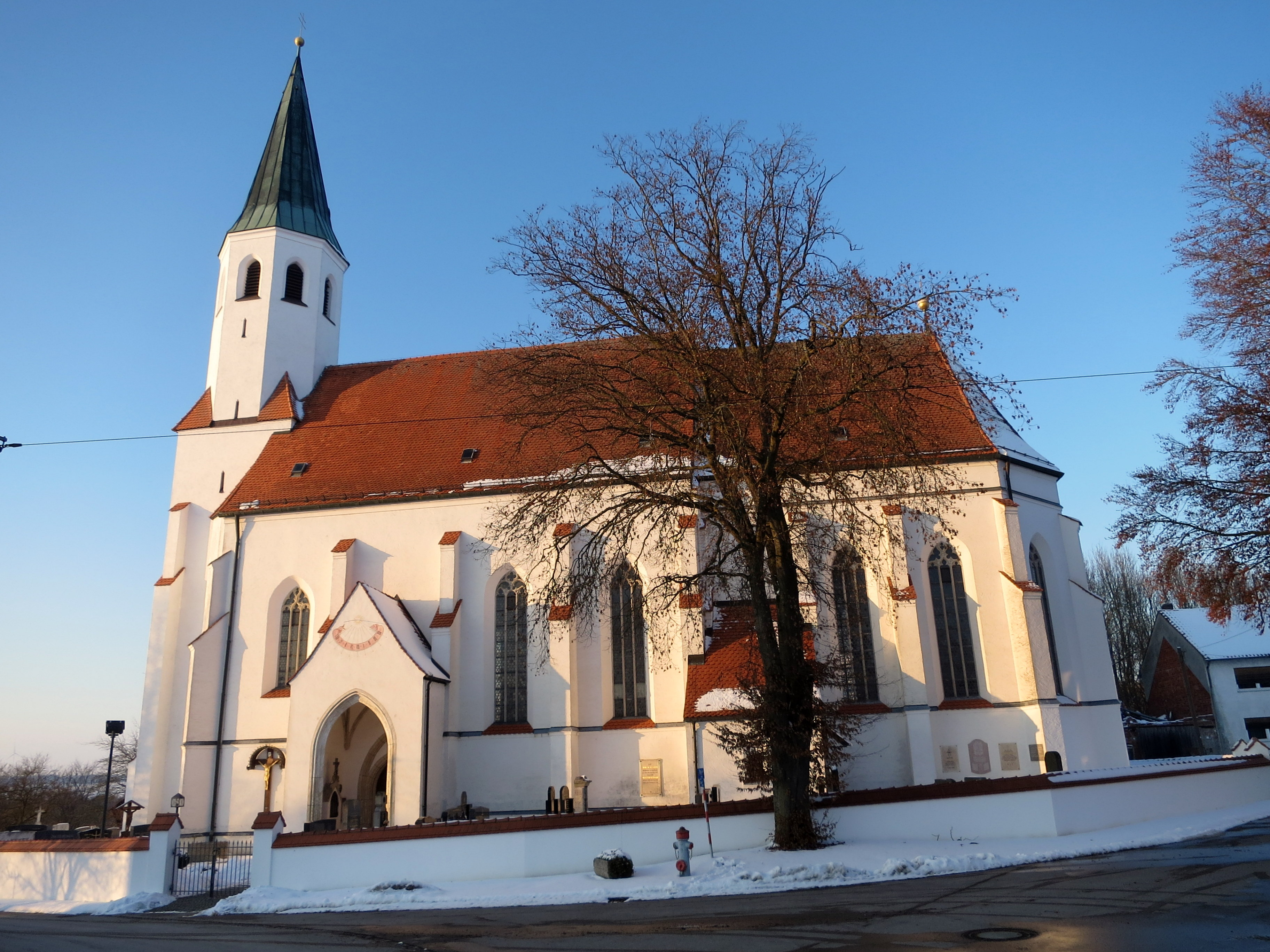
St. Georg – die gotische Struktur ist gut zu sehen

Die katholische Kuratiekirche St. Georg im Gemeindeteil Weng der Gemeinde Fahrenzhausen im Landkreis Freising ist eine spätgotische Kirche, die über dem Ampertal und oberhalb des Ortsteils liegt. Die ehemals zur Stiftskirche bestimmte Kuratiekirche ist in der Liste als geschütztes Kirchengebäude verzeichnet.

## Geschichte
Geplant war die Stiftung der Fraunberger zu Haag als Kirche eines Kollegiatstifts, blieb aber ein Benefizium für Freisinger Domherrn. Ein Schlussstein im Chor zeigt mit 1468 das Entstehungsdatum des Gebäudes an.
Das Hochgrab des Stifterehepaares aus Rotmarmor, von Hans dem Fraunberger zu Haag auf Massenhausen und seiner Ehefrau Anna, einer geborenen von Pappenheim, ist auf 1472 datiert ist das einzige seiner Art aus dem Spätmittelalter im Landkreis Freising. Es zeigt die Umschrift:
„Hye legt die edelfraw fraw Anna von fraiuenberg fraw zum Hage geboren ain Marschalkin von Bappenhaim der gott genadig welle sein, der stain ist gemacht zu S. Georgen-Tag MCCCCLXXII“
Das Benefizium wurde 1477 durch Anna von Fraunberg, der Witwe des Hans Fraunberger, errichtet und umfasste die Einkünfte aus verschiedenen Bauernhöfen der Umgebung. Das Einkommen des Benefiziaten betrug 1667 insgesamt 250 Gulden. Das Benefizium war dem jeweiligen Pfarrer von Gremertshausen beigegeben mit der Verpflichtung, einen Kooperator anzustellen.
Im 19. Jahrhundert suchte die Posthalterin des nahegelegenen Unterbruck, Barbara Barth, einen Priester für die neue St.-Anna-Kirche neben ihrer Posthalterei und verpflichtete sich 1871 zur Übernahme der Baulast einer Priesterwohnung in Weng. Sie zahlte 1.000 Gulden in einen Baufonds ein.
Im Mai 1874 trat die Errichtung einer Expositurstelle in Kraft, die nach Jarzt, der Pfarrei von Unterbruck, umgepfarrt wurde. Der Expositus hatte zur Auflage, in der Kirche zu Weng jeden Sonn- und Feiertag einen Gottesdienst zu halten und das Rosenkranzbeten abzuhalten. Ferner musste er die Wochentagsmessen für mehrere Stiftungen in der Filialkirche St. Anna Unterbruck lesen.
Die St. Georgskirche wurde anlässlich der 550. Wiederkehr ihrer Errichtung 2018 renoviert.

## Ausstattung

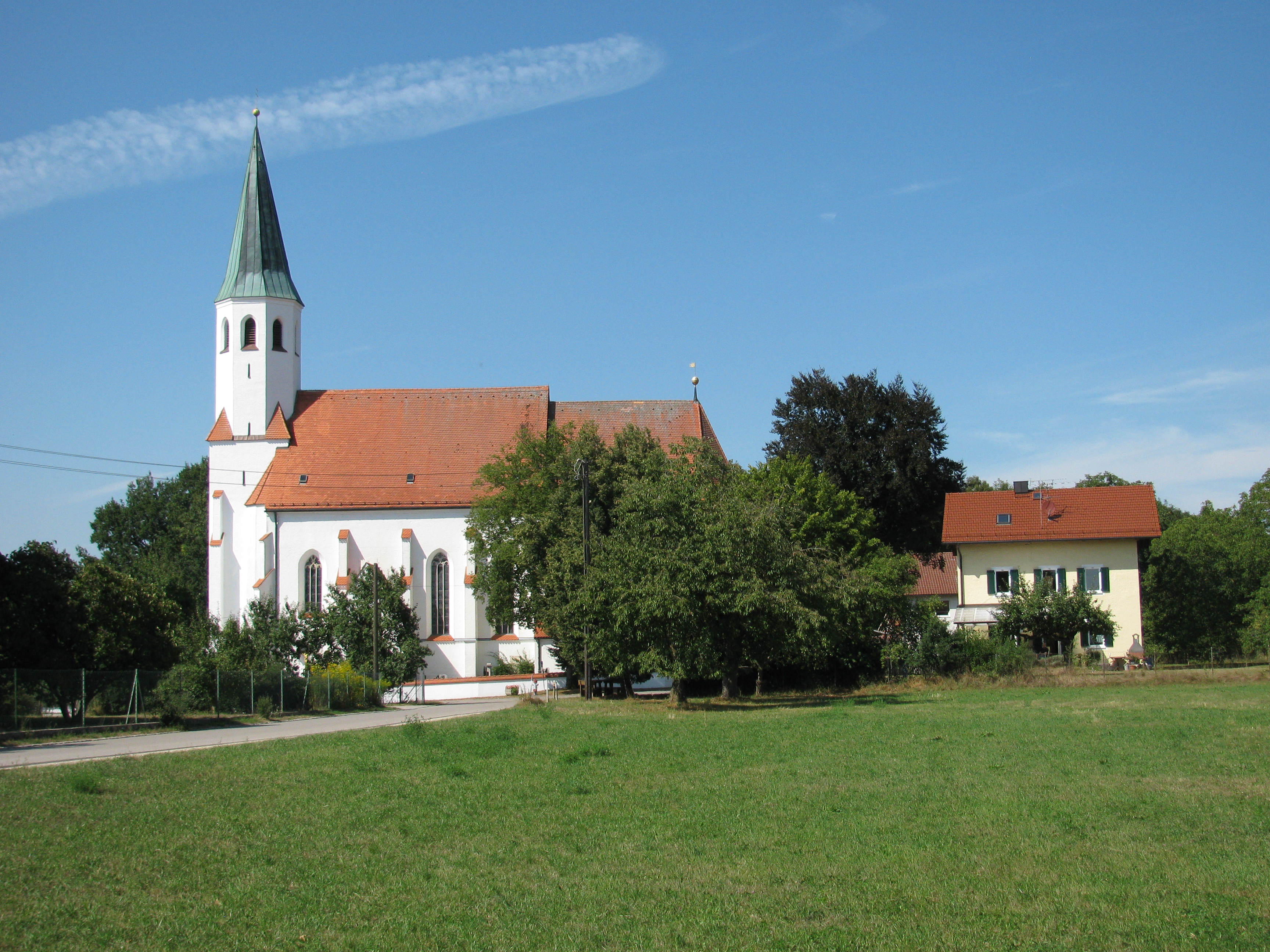
Blick auf die Kirche von Süden, das Ampertal liegt dahinter

Die gotische Kirche unterscheidet sich von den Dorfkirchen der Umgebung, die meist barock umgebaut und ausgestattet wurden. Ihr sieht man äußerlich die Veränderungen späterer Epochen wenig an, nur die barocken Altäre verweisen auf verändernde Eingriffe.

### Spätgotischer Bau
Das Kirchengebäude ist ein weiträumiger Bau mit einem Chor, der zwei Joche und einen Fünfachtelschluss aufweist, und mit einem Langhaus, das vier Joche besitzt. Beide Bauteile haben abgetreppte Strebepfeiler und ein umlaufendes Gesims.
Der vorgestellte Westturm ist im Oberteil ein Oktogon und besitzt im Untergeschoss Strebepfeiler. An der Südseite ist ein Treppenturm angefügt.
Das Langhausportal mit doppeltem Spitzbogen besitzt eine Vorhalle mit Rippengewölbe, In diesem Eingangsbereich ist auch das moderne Kriegerdenkmal von Weng untergebracht. Gegenüber ist ein kleiner Karner, der wohl als Memento mori dient.

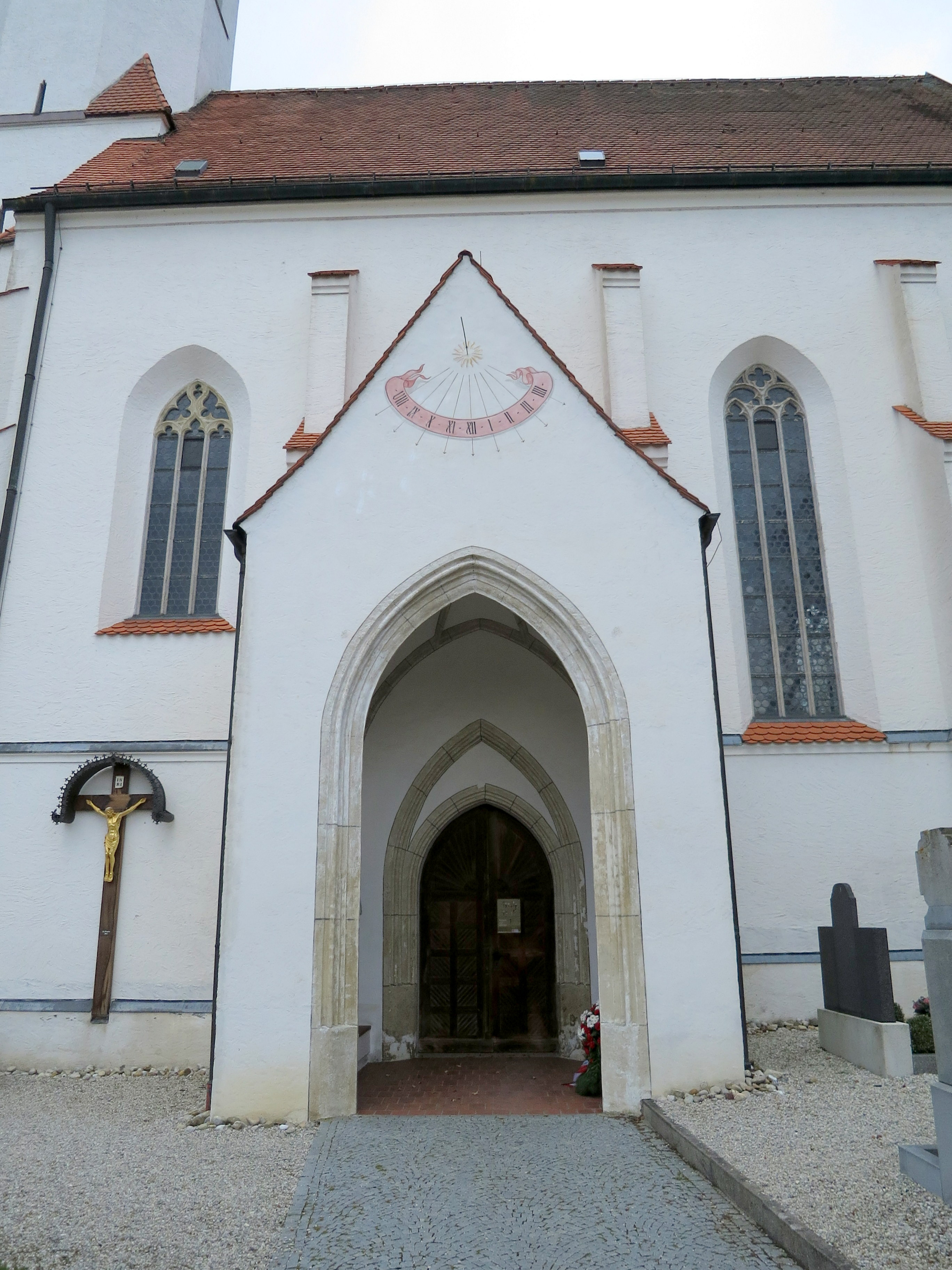
Vorhalle des Hauptportals
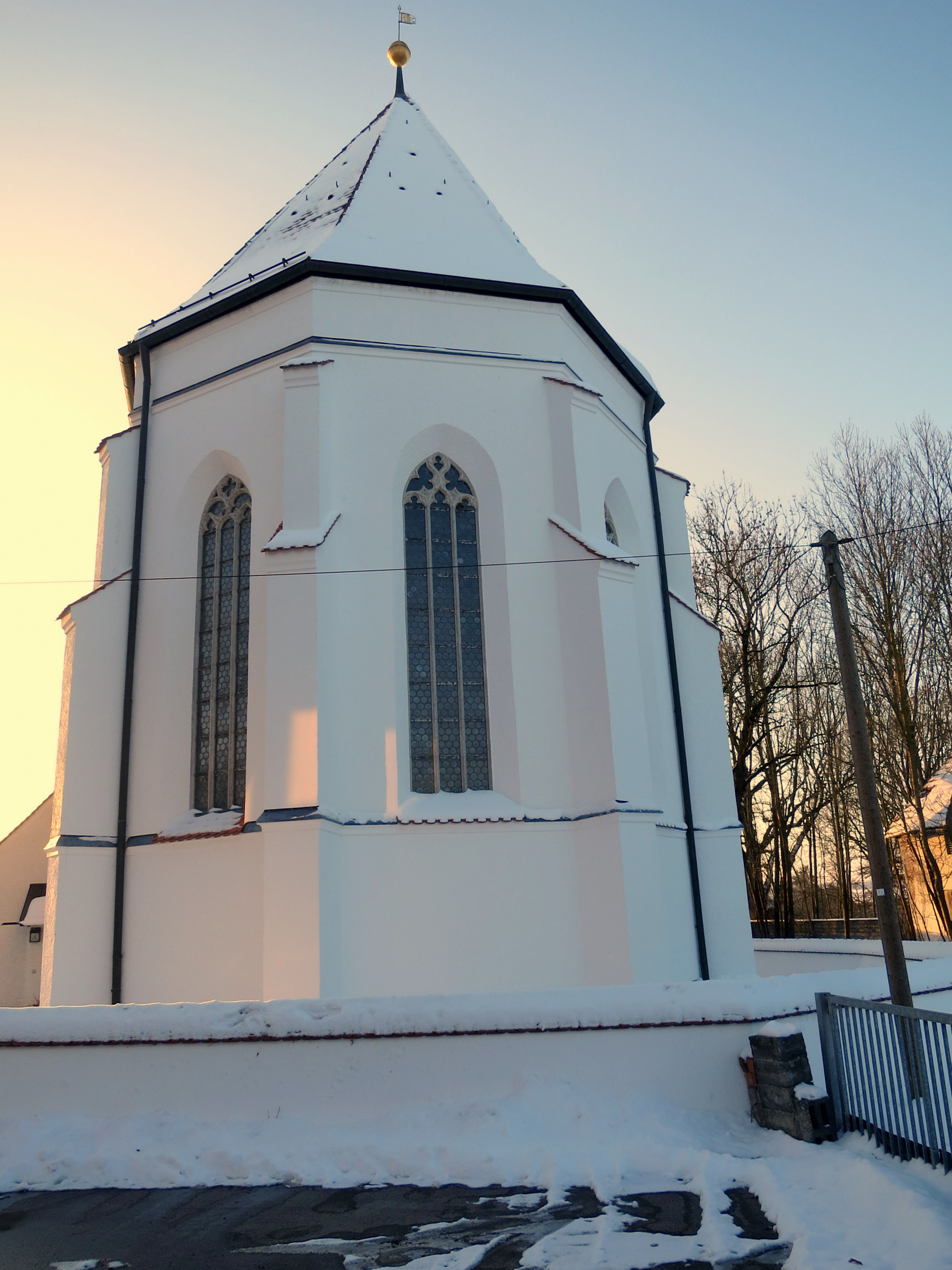
Der Chor von außen
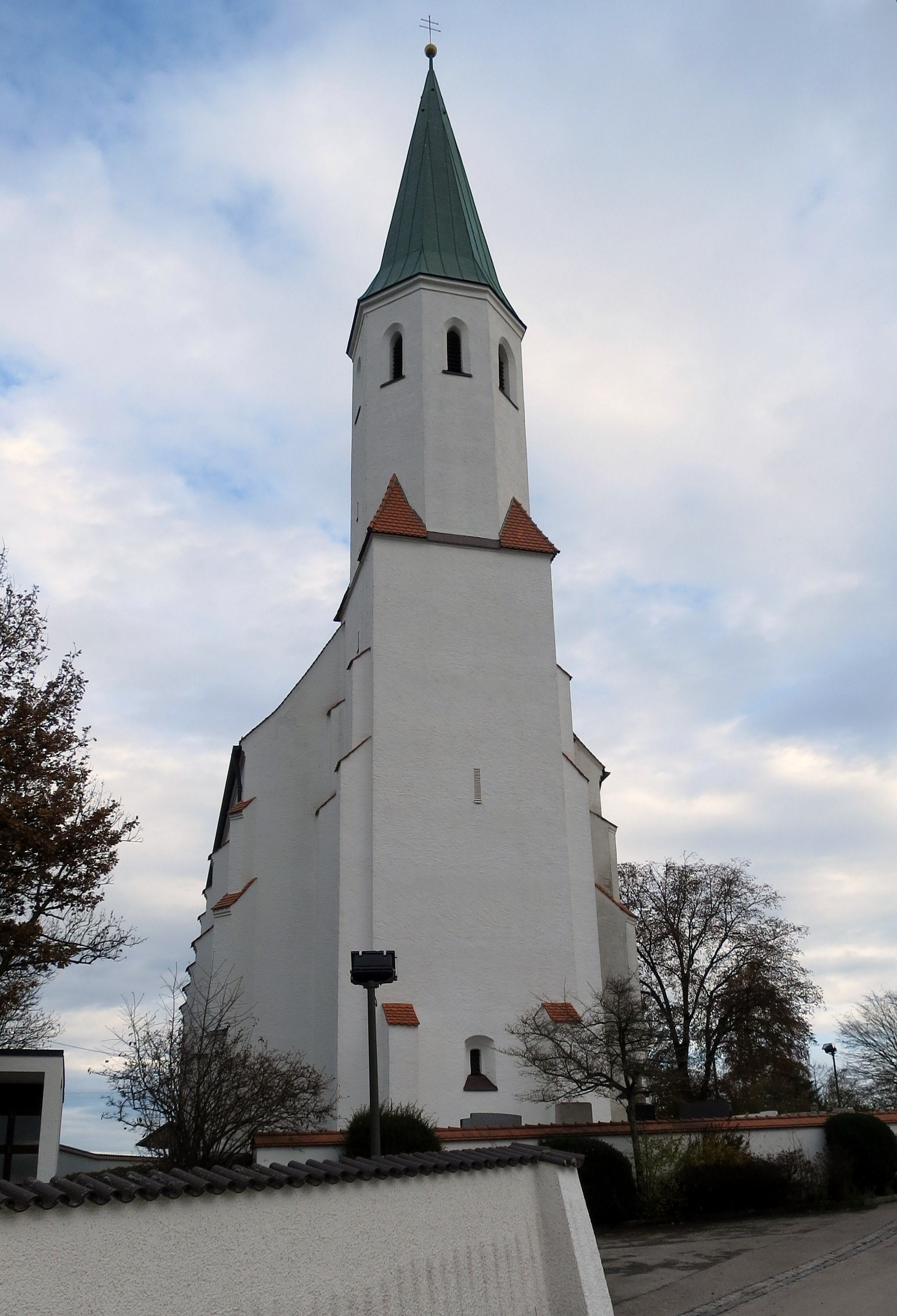
Oktogon als Oberteil
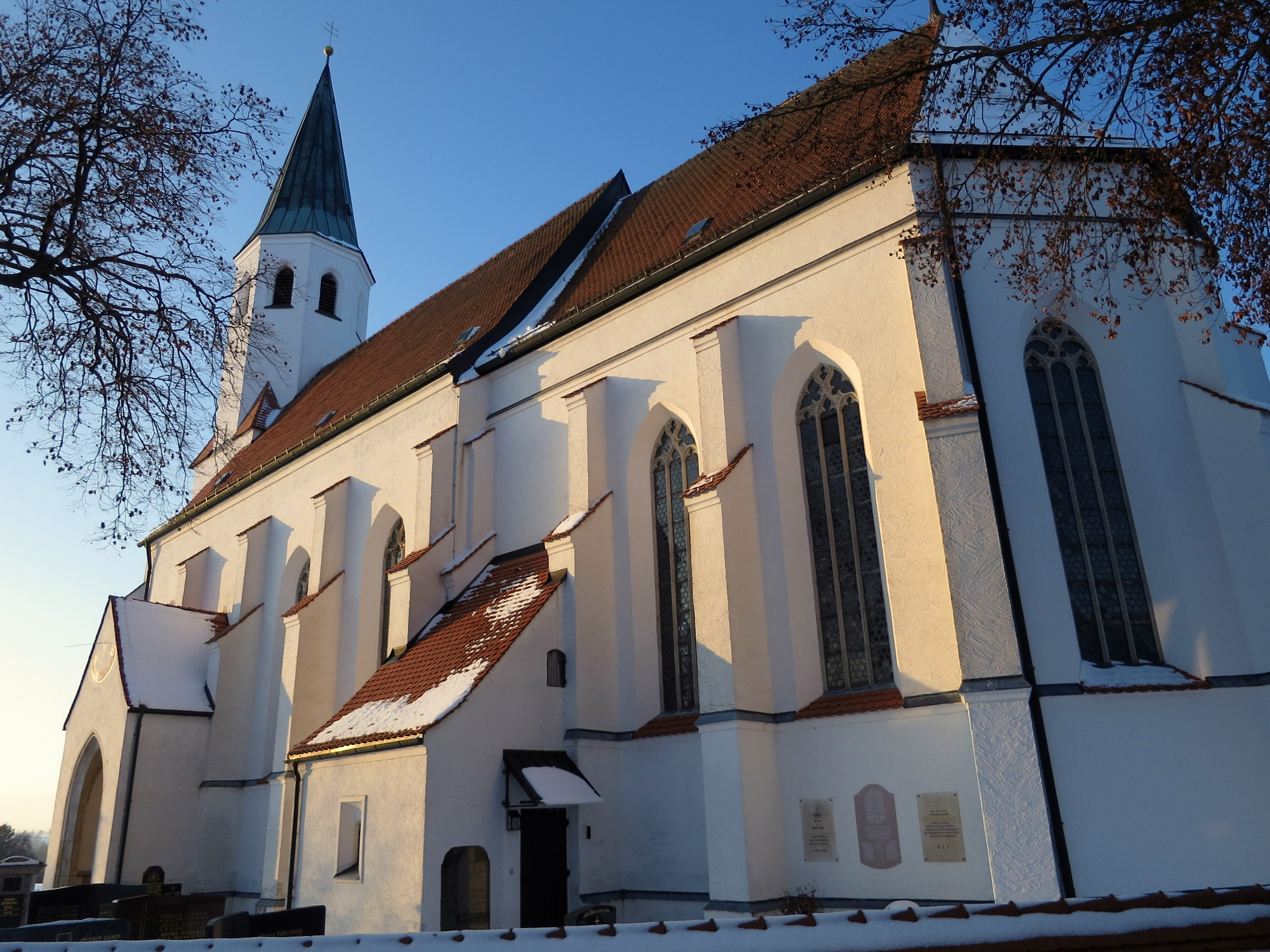
Strebepfeiler an Langhaus und Chor
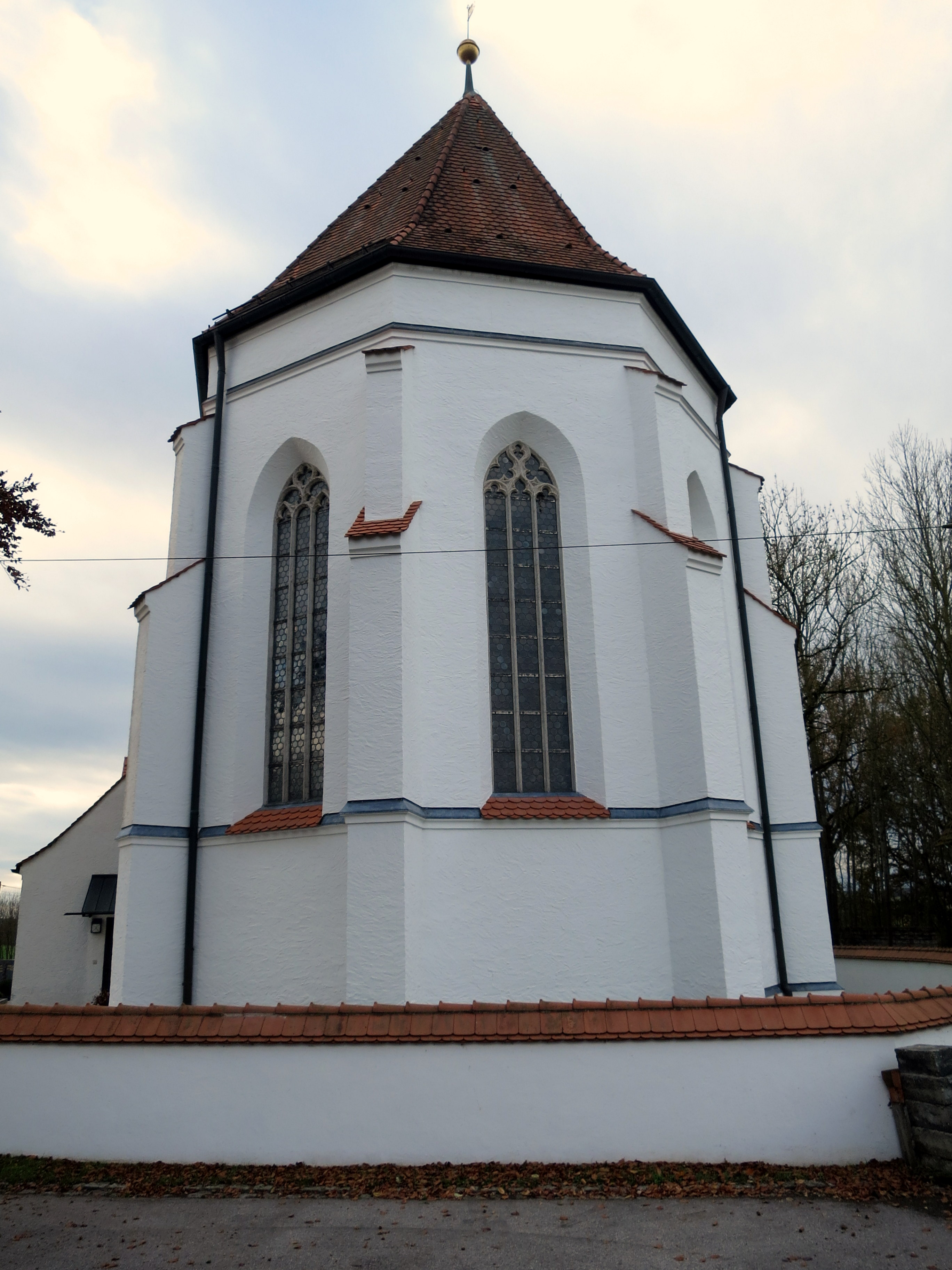
Maßwerkfenster im Chor
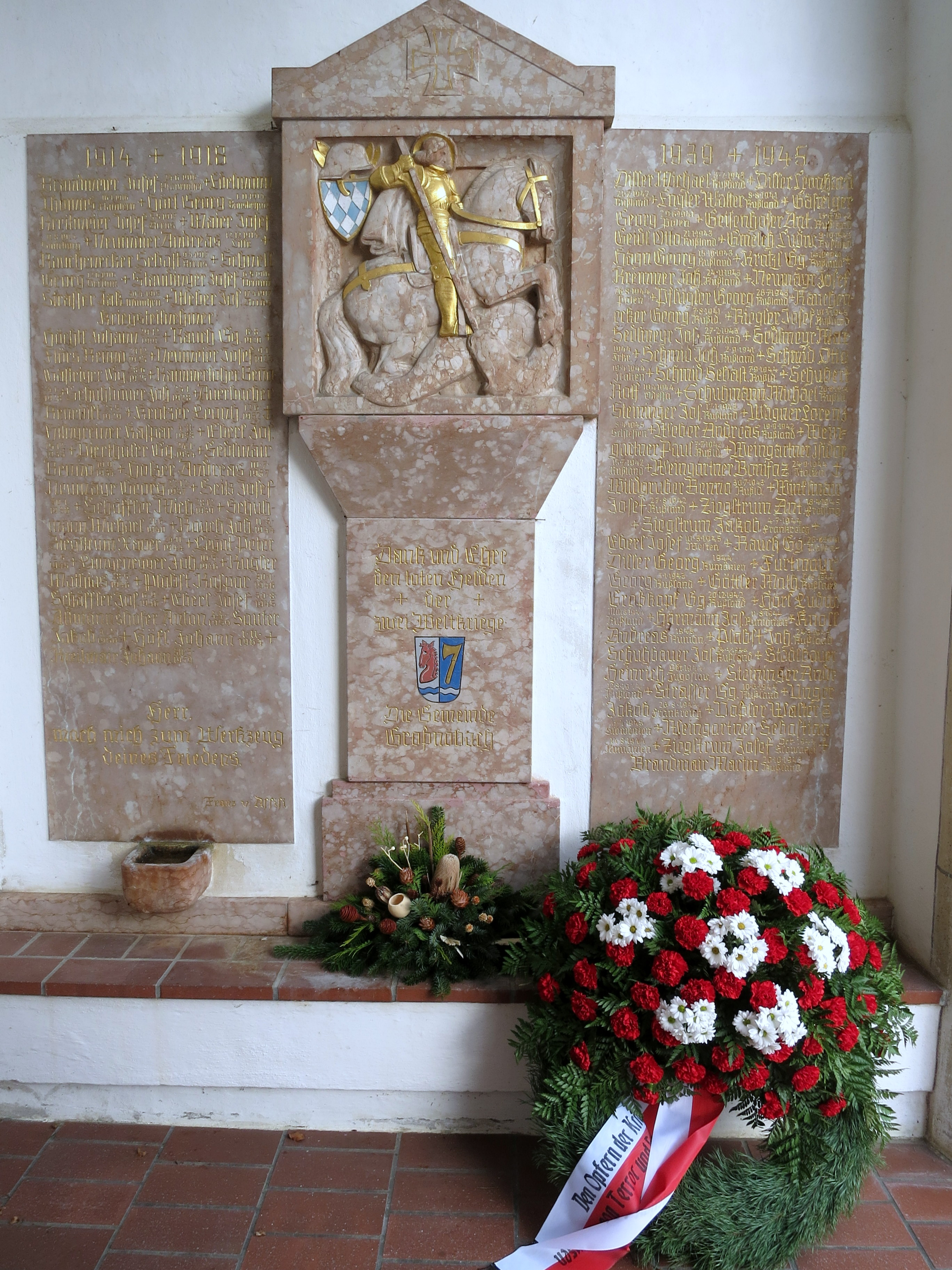
Kriegerdenkmal in der Vorhalle
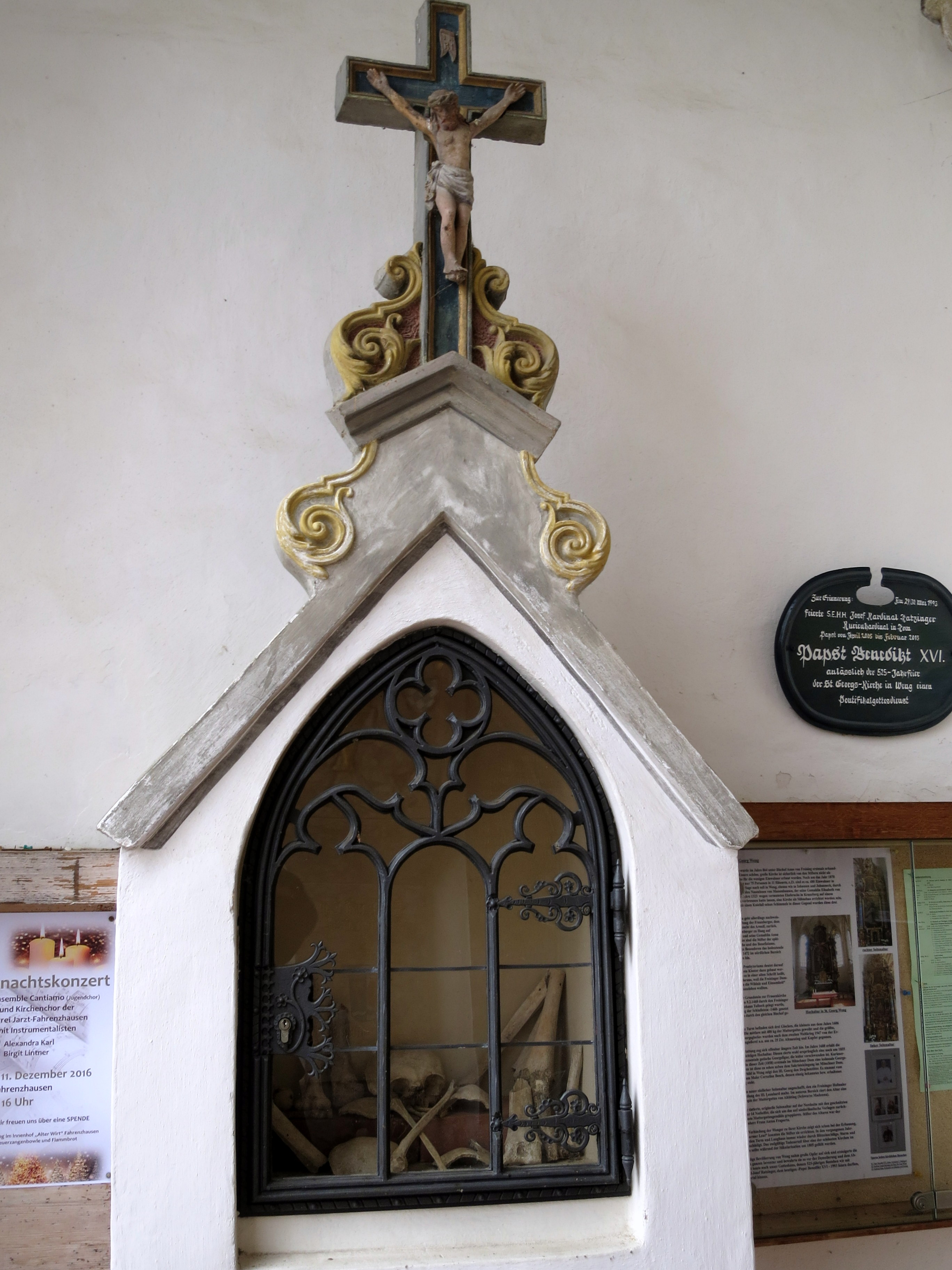
Kleines Beinhaus als Memento mori

### Innenraum
Das Innere des Langhauses besitzt Wandpfeiler, im Chor ist alles noch gotisch mit profilierten Kanten, im Langhaus wurden diese 1728 verändert und Pilaster vorgelegt.
Das Chorgewölbe zeigt eine Netzfiguration, die dünnen Rippen enden in Konsolen, Schlusssteine sind vorhanden. Der leicht eingezogene Chorbogen ist reich profiliert.
Das Langhausgewölbe stammt aus dem Jahr 1728, es ist ein Tonnengewölbe mit Stichkappen. Ursprünglich hatte die Kirche eine Flachdecke. Aus dem Umbaujahr stammt auch der schlichte Rahmenstuck mit Gemälden: Auge Gottes, Heiliggeisttaube, Herz jesu, Herz Mariens. Im Turmuntergeschoss gibt es ein Rippengewölbe mit Konsolen. Im ersten Joch des Langhauses befinden sich Glasfenster mit Scheiben aus den Jahren um 1468, die entweder Heilige oder die Stifterwappen zeigen.
Der mächtige Hochaltar von 1670 zeigt auf dem Altarblatt den hl. Georg, als Seitenfiguren besitzt er die Hll. Petrus und Paulus und als Oberbild die Marienkrönung.
Es gibt zwei Seitenaltäre aus dem Jahr 1738; im Chor befinden sich zwei Chorstühle und ein Sakramentshaus.
Im Langhaus steht – etwas seitlich verschoben – das vorzügliche Grabmal des Stifterpaares aus Rotmarmor von 1472 (mit neuem Sockel). Die Platte gibt den Schmerzensmann zwischen Engeln wieder, darunter befindet sich das kniende Stifterpaar.

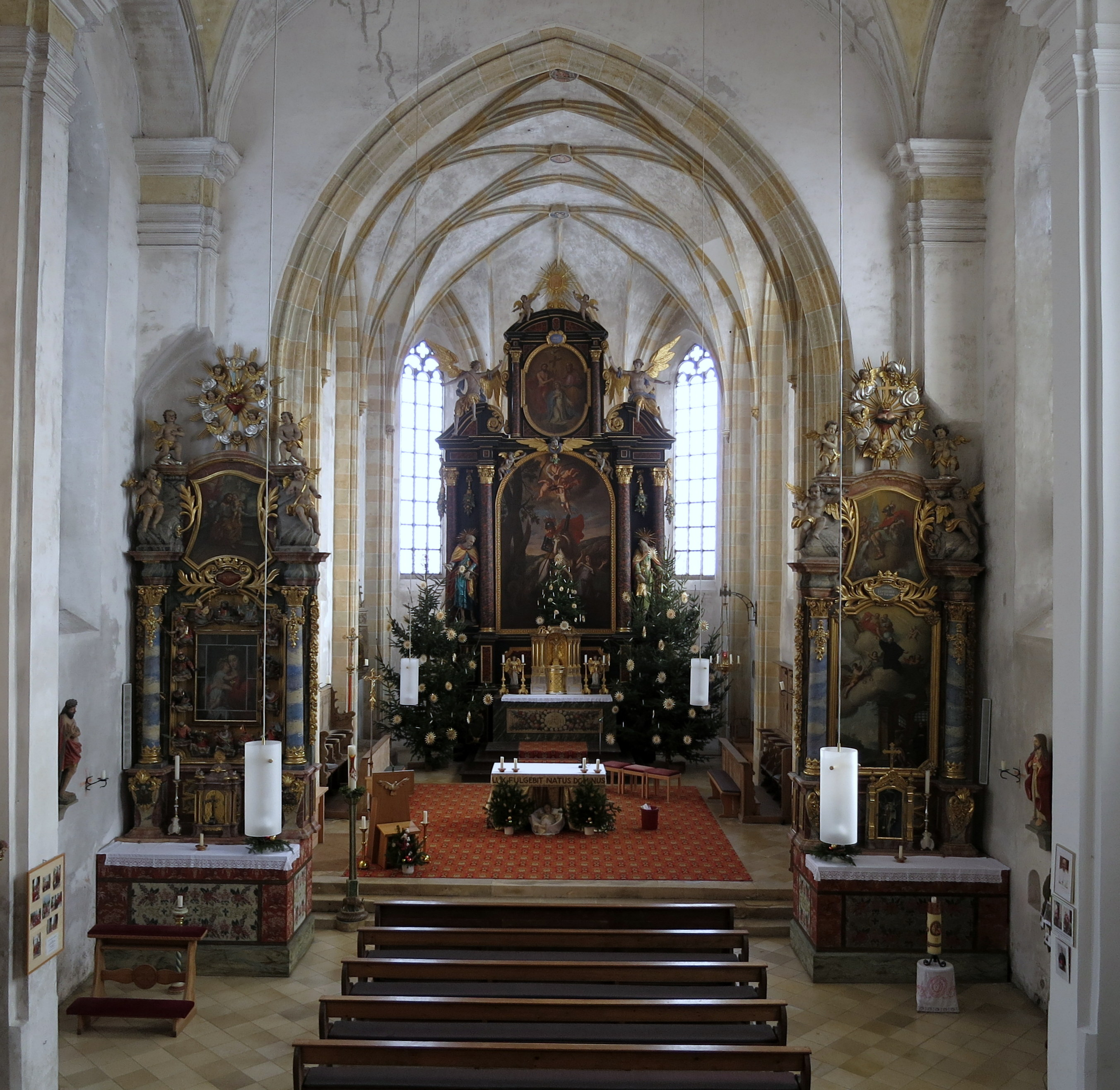
Blick auf den Chor mit den Altären
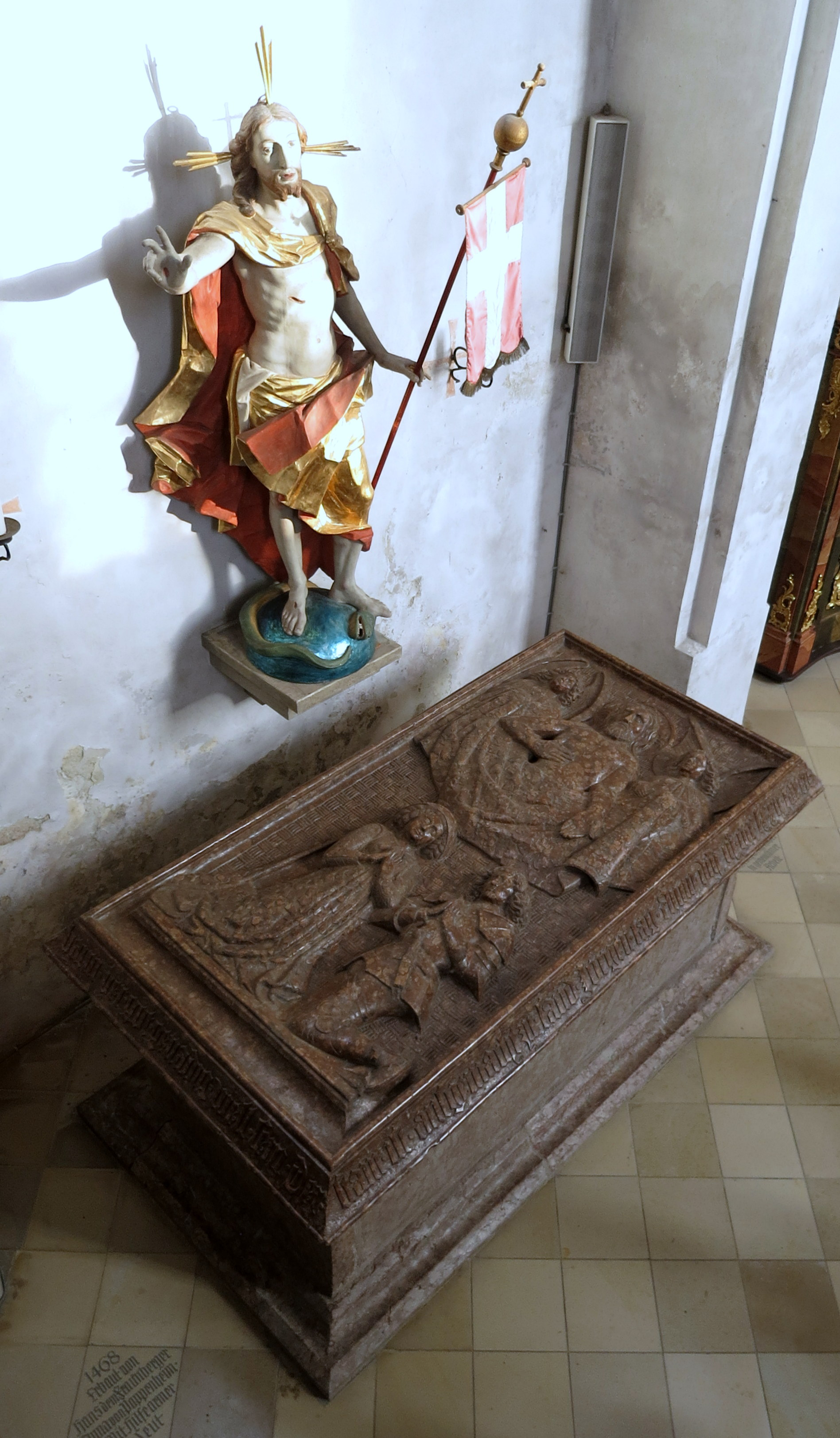
Blick auf das Stiftergrab
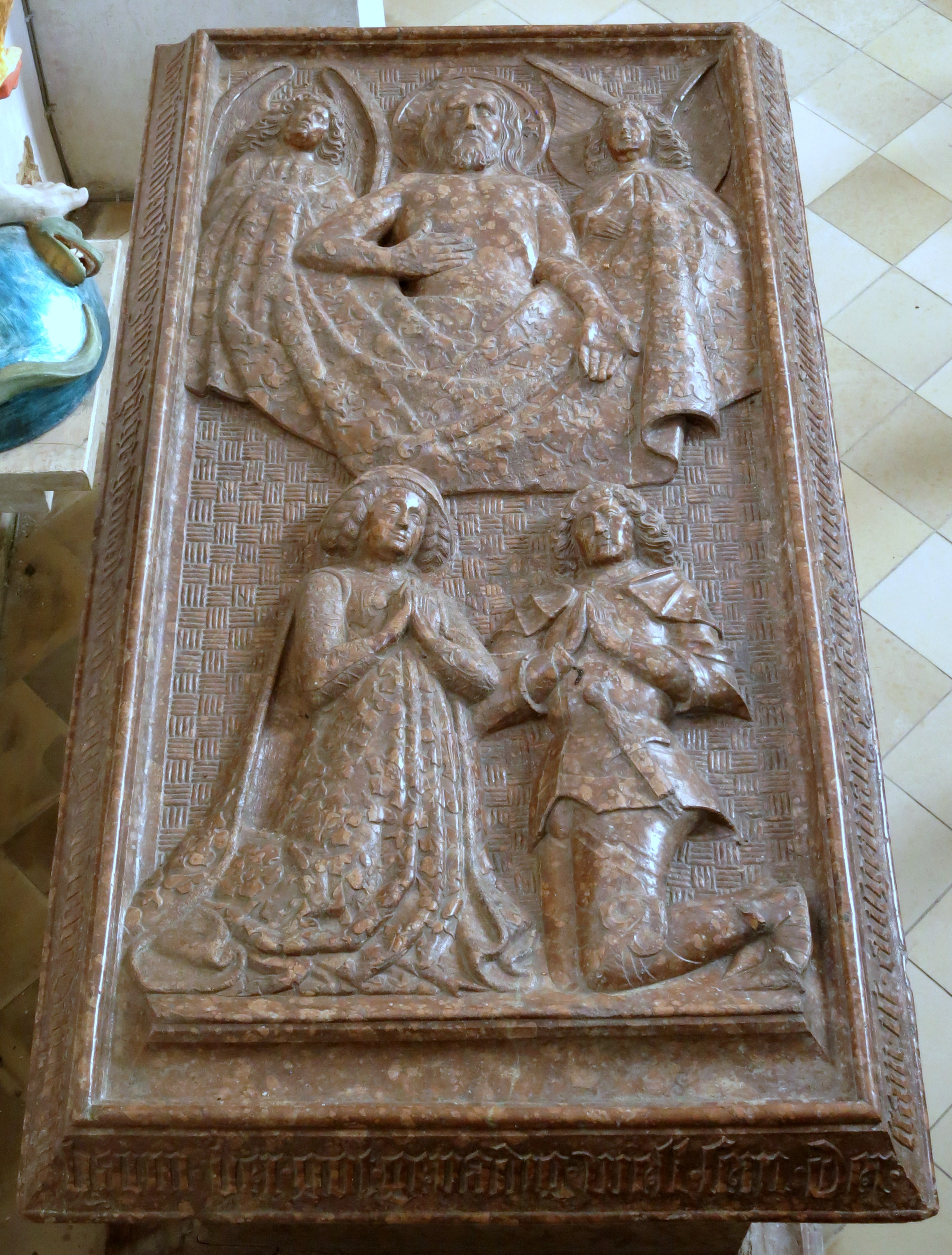
Die Grabplatte
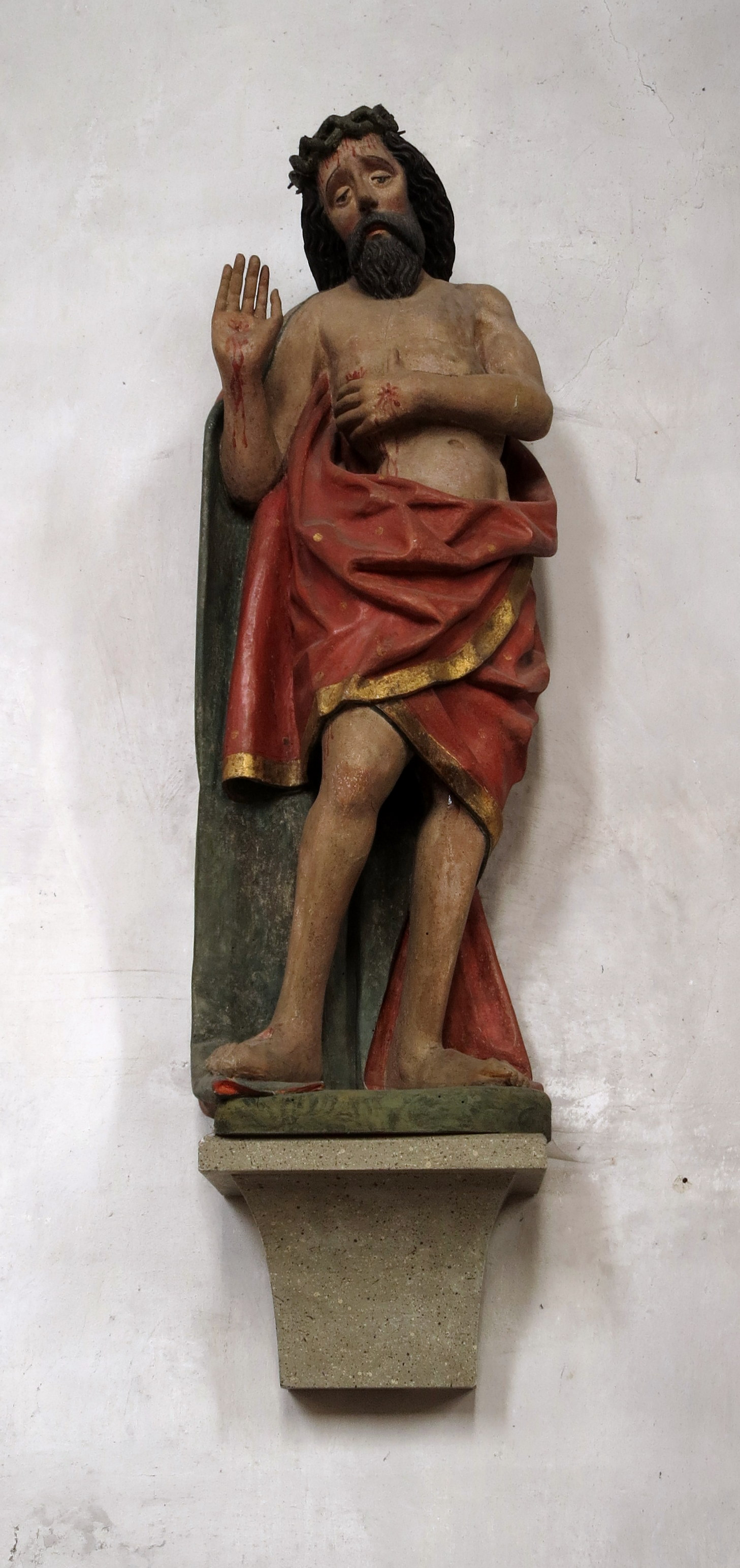
Jesusfigur an der Wand
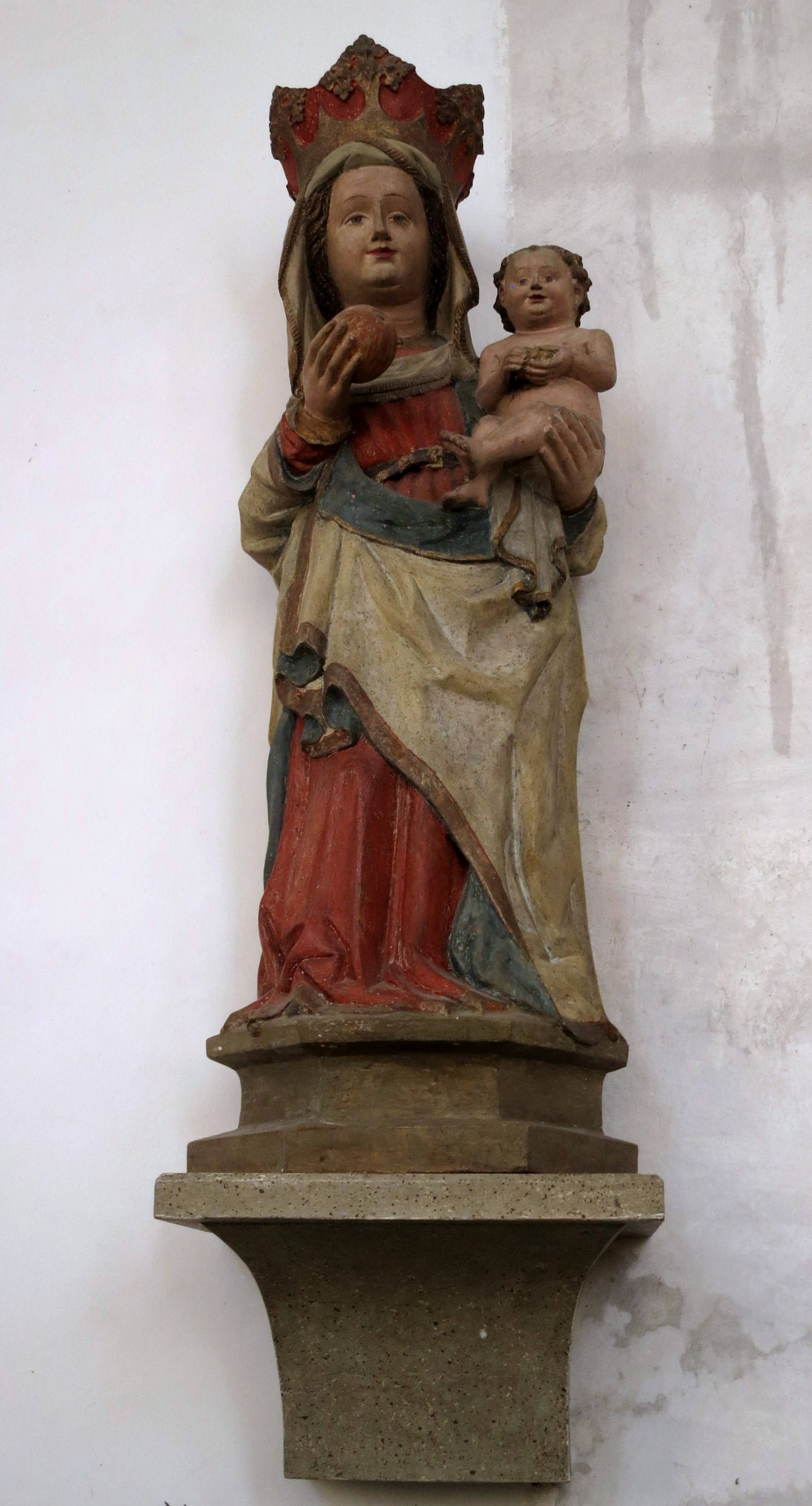
Maria mit Kind
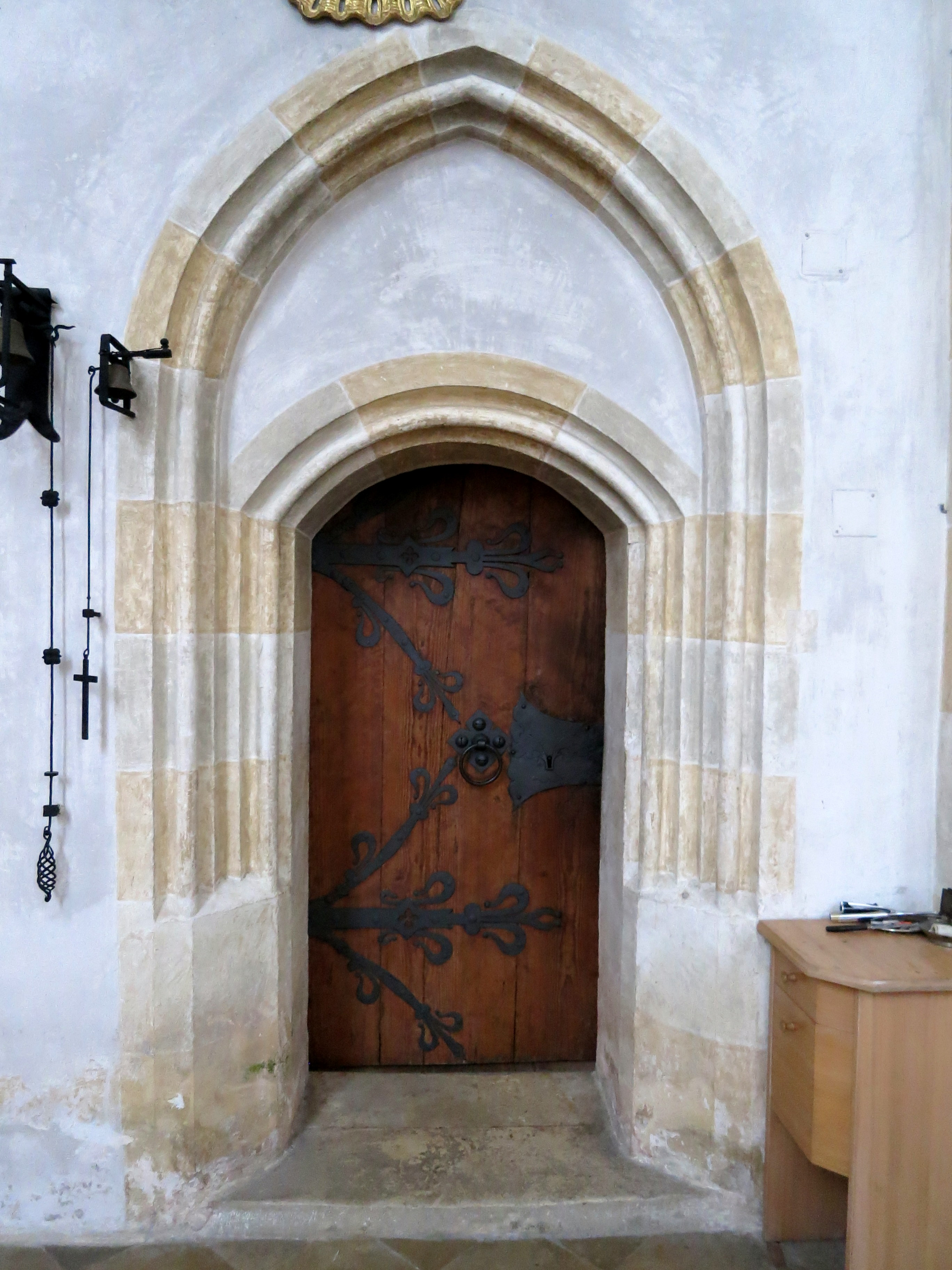
Sakristeitür
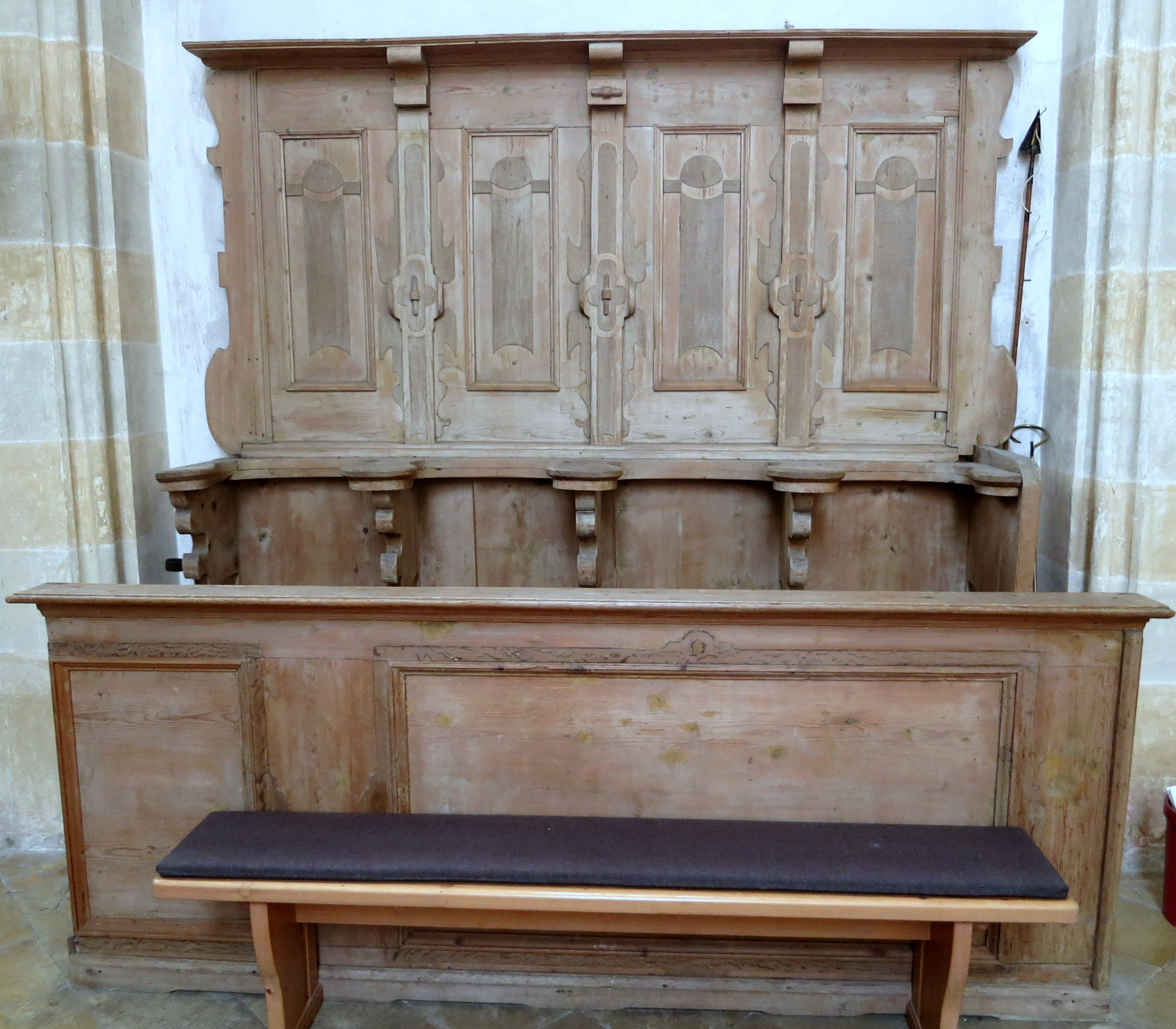
Chorgestühl
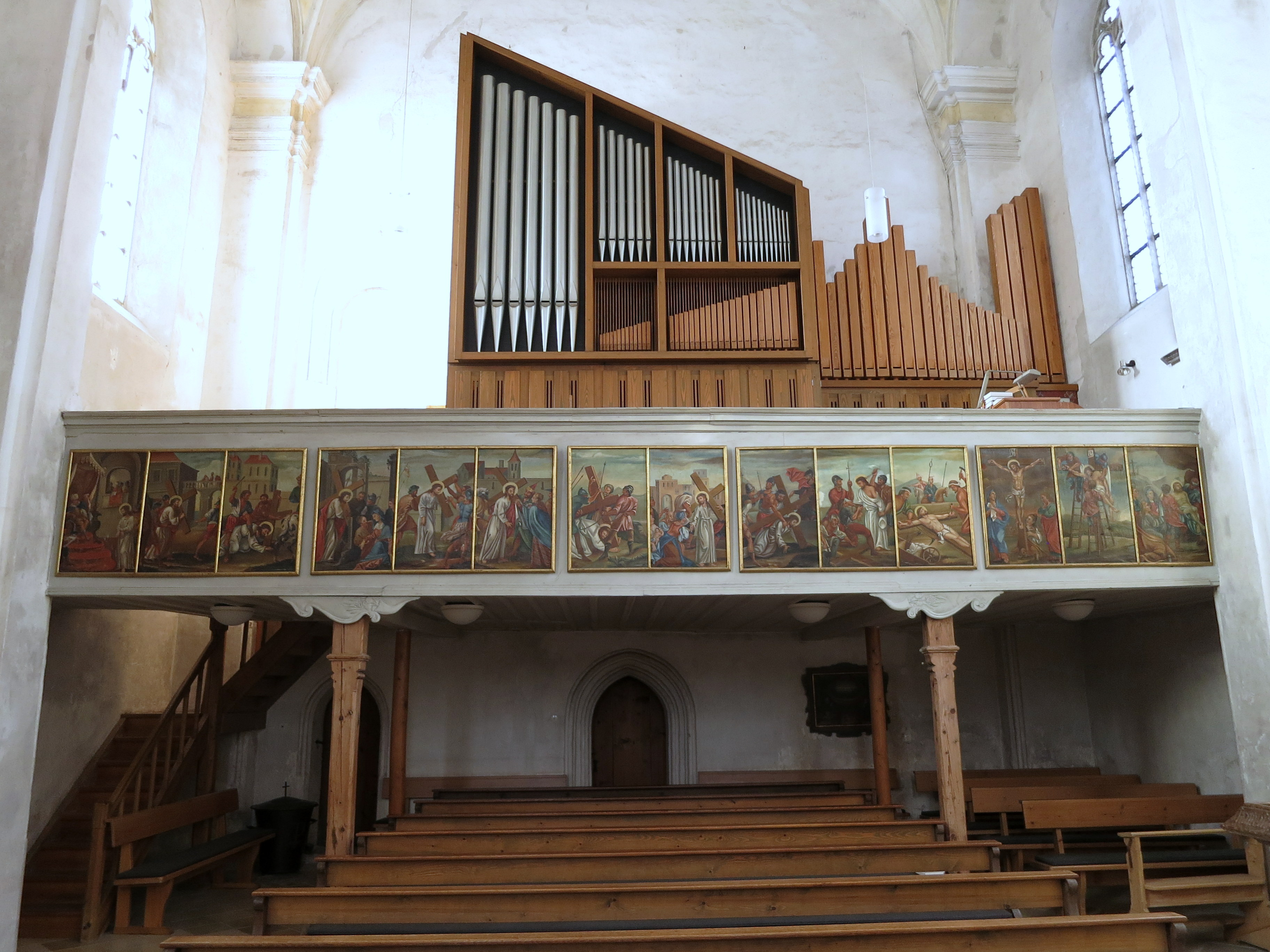
Orgelempore mit Kreuzweg